# مدينة كولون المسورة
قلعة كولون أو مدينة كولون المًسورة (بالإنجليزية: Kowloon Walled City)‏ كانت مستوطنة غير خاضعة للحكم، مكتظة بالسكان في مدينة كولون، هونغ كونغ. في الأصل كانت عبارة عن قلعة عسكرية صينية، أصبحت المدينة المًسورة جيبا بعد أن قامت الصين باستئجار الأقاليم الجديدة إلى المملكة المتحدة في عام 1898. زاد عدد سكانها بشكل كبير بعد الاحتلال الياباني لهونغ كونغ خلال الحرب العالمية الثانية. بحلول عام 1990، بلغ عدد سكان المدينة المسورة 50000 شخص، ومساحة بلغت 2.6-هكتار (6.4-أكر). في الفترة من الخمسينيات إلى السبعينيات من القرن الماضي، كانت المدينة تسيطر عليها عصابات الثالوث المحلية، كما كانت معدلات الدعارة والقمار وتعاطي المخدرات مرتفعة.

## أعلام
- ويليام هي